# Барановский, Сергей Викторович
Сергей Викторович Барановский (род. 10 августа 1974) — украинский футболист, нападающий.

## Игровая карьера
Воспитанник СДЮШОР города Житомира. С 1992 по 1995 годы играл в дубле киевского «Динамо». В 1994 году был отдан в аренду в клуб «Темп» (Шепетовка), где 18 ноября того же года в игре против «Кремня» дебютировал в высшей лиге. В том же матче открыл счёт забитым голам в высшем дивизионе. После «Темпа», где сыграл 14 матчей, Барановский в «вышке» выступал в командах «Прикарпатье» (8 матчей) и «Звезда» (9 матчей). Всего сыграл 31 матч, забил 6 мячей.
С 1999 по 2003 годы играл в низших дивизионах, защищая цвета «Волыни», «Сокола», «Фрунзенец-Лиги-99», «Нефтяника» и «Электрона».
В 2003 году во второй раз вернулся в «Сокол», где встретил Александра Головко, с которым 4 года играл в дубле динамовцев. После золочевской команды футболисты вместе играли в «Нежине» и «Николаеве». Вместе проходили просмотр в мозырьской «Славии». Не сумев подписать контракт с белорусами, вместе продолжили карьеру в любительских «Химмаше» (Коростень) и «Звезде» (Киев).